# A Kínai Köztársaság az 1960. évi nyári olimpiai játékokon
A Kínai Köztársaság az olaszországi Rómában megrendezett 1960. évi nyári olimpiai játékok egyik részt vevő nemzete volt. Az országot az olimpián 6 sportágban 27 sportoló képviselte, akik összesen 1 érmet szereztek.

## Érmesek
| Érem  | Versenyző                           | Sportág  | Versenyszám    |
| ----- | ----------------------------------- | -------- | -------------- |
| Ezüst | Jang Csuan-kuang (Yang Chuan-kwang) | Atlétika | Férfi tízpróba |

## Atlétika
Férfi
| Versenyző        | Versenyszám | Előfutam | Előfutam | Negyeddöntő | Negyeddöntő | Elődöntő | Elődöntő | Döntő   | Döntő    |
| Versenyző        | Versenyszám | Idő      | Hely.    | Idő         | Hely.       | Idő      | Hely.    | Idő     | Helyezés |
| ---------------- | ----------- | -------- | -------- | ----------- | ----------- | -------- | -------- | ------- | -------- |
| Huang Suh-chuang | 100 m       | 11,2     | 5.       | kiesett     | kiesett     | kiesett  | kiesett  | kiesett | kiesett  |
| Huang Suh-chuang | 200 m       | 22,9     | 5.       | kiesett     | kiesett     | kiesett  | kiesett  | kiesett | kiesett  |
| Li Po-ting       | 400 m       | 49,5     | 4.       | kiesett     | kiesett     | kiesett  | kiesett  | kiesett | kiesett  |
| Li Po-ting       | 400 m gát   | 54,1     | 6.       |             | kiesett     | kiesett  | kiesett  | kiesett |          |

| Versenyző                           | Versenyszám | 100 m | 100 m | Távolugrás | Távolugrás | Súlylökés | Súlylökés | Magasugrás | Magasugrás | 400 m | 400 m | 110 m gát | 110 m gát | Diszkoszvetés | Diszkoszvetés | Rúdugrás | Rúdugrás | Gerelyhajítás | Gerelyhajítás | 1500 m | 1500 m | Végeredmény | Végeredmény |
| Versenyző                           | Versenyszám | Idő   | Pont  | Eredmény   | Pont       | Eredmény  | Pont      | Eredmény   | Pont       | Idő   | Pont  | Idő       | Pont      | Eredmény      | Pont          | Eredmény | Pont     | Eredmény      | Pont          | Idő    | Pont   | Pont        | Helyezés    |
| ----------------------------------- | ----------- | ----- | ----- | ---------- | ---------- | --------- | --------- | ---------- | ---------- | ----- | ----- | --------- | --------- | ------------- | ------------- | -------- | -------- | ------------- | ------------- | ------ | ------ | ----------- | ----------- |
| Jang Csuan-kuang (Yang Chuan-kwang) | Tízpróba    | 10,7  | 1034  | 746 cm     | 950        | 13,33 m   | 703       | 190 cm     | 900        | 48,1  | 1005  | 14,6      | 923       | 39,83 m       | 622           | 430 cm   | 915      | 68,22 m       | 937           | 4:48,5 | 345    | 8334        |             |

Női
| Versenyző            | Versenyszám | Előfutam | Előfutam | Elődöntő | Elődöntő | Döntő   | Döntő    |
| Versenyző            | Versenyszám | Idő      | Hely.    | Idő      | Hely.    | Idő     | Helyezés |
| -------------------- | ----------- | -------- | -------- | -------- | -------- | ------- | -------- |
| Csi Cseng (Ji Cheng) | 80 m gát    | 12,6     | 5.       | kiesett  | kiesett  | kiesett | kiesett  |

| Versenyző    | Versenyszám   | Selejtező                | Selejtező                | Döntő    | Döntő    |
| Versenyző    | Versenyszám   | Eredmény                 | Helyezés                 | Eredmény | Helyezés |
| ------------ | ------------- | ------------------------ | ------------------------ | -------- | -------- |
| Lin Chau-tai | Távolugrás    | 551 cm                   | 25.                      | kiesett  | kiesett  |
| Wu Jin-yun   | Súlylökés     | 11,76 m                  | 18.                      | kiesett  | kiesett  |
| Wu Jin-yun   | Diszkoszvetés | érvényes kísérlet nélkül | érvényes kísérlet nélkül | kiesett  | kiesett  |

## Labdarúgás
| A Kínai köztársasági labdarúgócsapat-játékoskeret                                                          | A Kínai köztársasági labdarúgócsapat-játékoskeret                                   |
| --- | ----------------------------------------------------------------------------------- |
| - Yiu Cheuk Yin - Wong Chi-keung - Mok Chun Wah - Chan Fai Hung - Kwok Yau - Kwok Kam-hung - Lau Kin-chung | - Law Kwok-tai - Wong Man-wai - Law Pak - Lam Sheung Yee - Chow Shiu-hung - Lau Tim |

### Eredmények
Csoportkör
B csoport
| Csapat            | M | Gy | D | V | G+ | G– | Gk | P |
| ----------------- | - | -- | - | - | -- | -- | -- | - |
| Olaszország       | 3 | 2  | 1 | 0 | 9  | 4  | +5 | 5 |
| Brazília          | 3 | 2  | 0 | 1 | 10 | 6  | +4 | 4 |
| Nagy-Britannia    | 3 | 1  | 1 | 1 | 8  | 8  | 0  | 3 |
| Kínai Köztársaság | 3 | 0  | 0 | 3 | 3  | 12 | –9 | 0 |

| 1960. augusztus 26. 21:00 |

| Olaszország (ITA)                       | 4–1               | Kínai Köztársaság |
| --------------------------------------- | ----------------- | ----------------- |
| Rivera 10' 33' Fanello 49' Tomeazzi 67' | (2–1) Jegyzőkönyv | Mok Chun Wah 29'  |

| Nápoly Játékvezető: Helge (dán) |

| 1960. augusztus 29. 16:00 |

| Brazília (BRA)                          | 5–0               | Kínai Köztársaság |
| --------------------------------------- | ----------------- | ----------------- |
| Gérson 13' 16' 47' Roberto Dias 73' 87' | (2–0) Jegyzőkönyv |                   |

| Róma Játékvezető: Erlich (jugoszláv) |

| 1960. szeptember 1. 21:00 |

| Nagy-Britannia (GBR)          | 3–2               | Kínai Köztársaság     |
| ----------------------------- | ----------------- | --------------------- |
| Lewis 35' Brown 58' Hasty 85' | (1–0) Jegyzőkönyv | Yiu Cheuk Yin 70' 88' |

| Grosseto Játékvezető: Kandelbinder (nyugat-német) |

| Csapat       | Helyezés |
| ------------ | -------- |
| Tajvan (TPE) | 16.      |

## Ökölvívás
| Versenyző    | Versenyszám | Selejtező         | 32-es főtábla                          | Nyolcaddöntő               | Negyeddöntő              | Elődöntő          | Döntő             | Helyezés    |
| Versenyző    | Versenyszám | Ellenfél Eredmény | Ellenfél Eredmény                      | Ellenfél Eredmény          | Ellenfél Eredmény        | Ellenfél Eredmény | Ellenfél Eredmény | Helyezés    |
| ------------ | ----------- | ----------------- | -------------------------------------- | -------------------------- | ------------------------ | ----------------- | ----------------- | ----------- |
| Yuan Sze-Ho  | Harmatsúly  | erőnyerő          | Johannes de Rooij (NED) · visszalépett | kiesett                    | kiesett                  | kiesett           | kiesett           | helyezetlen |
| Hsu Teng-yun | Pehelysúly  |                   | erőnyerő                               | William Meyers (RSA) · RSC | kiesett                  | kiesett           | kiesett           | 9.          |
| Chang Lo-Pu  | Középsúly   |                   | erőnyerő                               | Milo Sarens (BEL) · 4-1    | Edward Crook (USA) · RSC | kiesett           | kiesett           | 5.          |

## Sportlövészet
Férfi
| Versenyző                | Versenyszám                    | Selejtező | Selejtező  | Selejtező  | Döntő   | Döntő    |
| Versenyző                | Versenyszám                    | Csoport   | Pont       | Helyezés   | Pont    | Helyezés |
| ------------------------ | ------------------------------ | --------- | ---------- | ---------- | ------- | -------- |
| Chen An-hu               | Gyorstüzelő pisztoly           |           |            |            | 546     | 47.      |
| Vu Tao-jüan (Wu Tao-Yan) | Szabadpuska, összetett (300 m) | A         | 527        | 15.        | 1074    | 26.      |
| Vu Tao-jüan (Wu Tao-Yan) | Sportpuska, összetett          | A         | 540        | 21.        | 1104    | 36.      |
| Wang Ching-rui           | Trap                           |           | nincs adat | nincs adat | kiesett | kiesett  |

## Súlyemelés
| Versenyző     | Versenyszám | Nyomás                   | Nyomás                   | Szakítás | Szakítás | Lökés                    | Lökés                    | Összesen | Helyezés |
| Versenyző     | Versenyszám | Eredmény                 | Helyezés                 | Eredmény | Helyezés | Eredmény                 | Helyezés                 | Összesen | Helyezés |
| ------------- | ----------- | ------------------------ | ------------------------ | -------- | -------- | ------------------------ | ------------------------ | -------- | -------- |
| Ko Bu-beng    | 75 kg       | 110,0                    | =15.                     | 105,0    | 16.      | érvényes kísérlet nélkül | érvényes kísérlet nélkül | kiesett  | kiesett  |
| Jue Chin-shen | 75 kg       | érvényes kísérlet nélkül | érvényes kísérlet nélkül | kiesett  | kiesett  | kiesett                  | kiesett                  | kiesett  | kiesett  |

## Úszás
Férfi
| Versenyző  | Versenyszám | Előfutam | Előfutam | Előfutam | Elődöntő | Elődöntő | Elődöntő | Döntő   | Döntő    |
| Versenyző  | Versenyszám | Idő      | Hely.    | Össz.    | Idő      | Hely.    | Össz.    | Idő     | Helyezés |
| ---------- | ----------- | -------- | -------- | -------- | -------- | -------- | -------- | ------- | -------- |
| Laurel Lee | 200 m mell  | 2:52,8   | 6.       | 30.      | kiesett  | kiesett  | kiesett  | kiesett | kiesett  |